# Bomolocha columbiata
Bomolocha columbiata là một loài bướm đêm trong họ Noctuidae.